# دستبرد به حرمسرا
دستبرد به حرمسرا (به آلمانی: Die Entführung aus dem Serail) یک اپرای زینگ‌اشپیل (ترکیبی از آواز و گفتار)، در سه پرده می‌باشد که توسط موتزارت ساخته شده‌است. اپرانامه آلمانی آن توسط کریستف فریدریک برتزنر و با همکاری گاتلیب استفانی نوشته شده‌است. داستان این اپرا در مورد تلاشهای یک شاهزاده شجاع اسپانیایی برای آزادی معشوقه اش از حرمسرای سلیم پاشا می‌باشد؛ که پدریلو - خادمش - نیز در این راه او را کمک می‌کند.
موتزارت ۲۵ ساله بود که برای یافتن موقعیت شغلی و حرفه‌ای بهتر، به وین آمد؛ او امیدوار بود که بتواند آهنگساز یکی از اپرانامه‌های استفانی باشد. به همین خاطر، آخرین اثرش به نام "zaide" را با خود آورد تا به وی نشان دهد. زیبایی کار موتزارت نه تنها استفانی، بلکه مدیر برنامه‌های نمایشی - کنت فرانز، که یکی از اشراف‌زادگان اتریش بود - را نیز تحت تأثیر قرار داد و آنها با وی جهت اجرای یک اپرا، قرار داد بستند. استفانی که خود از اپرا نویسان متبحر و صاحب نام بود، از آشنایی با موتزارت بسیار راضی و خوشحال بود و تصمیم گرفت یکی از اپرنامه‌های خود را در اختیار وی گذارد تا این نابغه موسیقی، بر روی آن آهنگسازی کند.
موتزارت اپرانامه «دستبرد به حرمسرا» را به تاریخ ۲۹ ژوئیه ۱۷۸۱ از استفانی دریافت نمود و طبق نامه‌هایی که در آن زمان برای پدرش - لئوپلد موتزارت - می‌نوشت، شوق و هیجان زیادی برای آهنگسازی این اثر داشته‌است. ابتدا قرار بود که این اپرا به هنگام بازدید پل یکم روسیه پسر کاترین دوم روسیه (و وارث پادشاهی روسیه) از وین، اجرا شود؛ اما تصمیمات بعدی برنامه ریزان بدین منوال شد که از اپراهای کریستف ویلیبالد گلوک برای اجرای مراسم استقبال استفاده شود و این باعث شد موتزارت فرصت بیشتری برای ساخت این اثر داشته باشد. او مرتباً از طریق نامه با پدرش در ارتباط بود و او را در جریان امور می‌گذاشت؛ آهنگساز جوان باور داشت که هنگامی یک اپرا مورد توجه قرار خواهد گرفت که موسیقی و معانی کلمات با هم هماهنگ باشند، نه اینکه موسیقی را آماده کرد و بعد کلمات را در لابلای آن گنجانید. استفانی نیز نهایت همکاری را با موتزارت می‌نمود و در بعضی موارد، قسمتهایی از متن را به خواست او تغییر می‌داد. به دلیل همین تغییرات نه چندان اندک، ساخت این اپرا چندین ماه به طول انجامید و سرانجام به تاریخ ۱۶ ژوئیه ۱۷۸۲، برای نخستین بار در سالن نمایش بورگ‌تئاتر وین، به روی صحنه رفت و مورد استقبال چشمگیری قرار گرفت.
با علم به وسعت صدا و مهارت خوانندگان این اپرا، موتزارت تعدادی از شنیدنی‌ترین و در عین حال سخت‌ترین آریاها را ساخت؛ به عنوان نمونه، در آریای عثمان - پرده سه: " O, wie will ich triumphieren " - یکی از زیرترین نتهای اجرا شده ((D(D/2) در بین همه اپراها را می‌توان یافت؛ یا اجرای " Martern aller Arten " - برای نقش کنستانزه - یکی از بزرگ‌ترین چالش‌ها برای خوانندگان اپرا در کلّ دنیا محسوب می‌شود.
اجرای این اپرا، از نظر حرفه‌ای و سرشناسی، موفقیت چشمگیری را برای موتزارت به همراه داشت؛ دستبرد به حرمسرا بارها در کشورهای آلمانی زبان سراسر اروپا به روی صحنه رفت و در نوامبر ۱۸۰۱ هم به سالنهای اپرای فرانسه راه یافت. اما با وجود سود مالی فوق‌العاده ایی که این اپرا برای برنامه گزاران داشت، ثروت چندانی نصیب موتزارت نکرد و بابت تعداد زیادی از اجراها هم هیچ سودی عاید این آهنگساز چیره‌دست نشد.
هنوز این اپرا در سراسر جهان متناوباً اجرا می‌شود و مورد علاقه مردم می‌باشد؛ همچنین تا ژانویه ۲۰۱۲، حداقل ۵۲ ضبط کامل از این اثر به ثبت رسیده که به صورت ۱۵ ضبط ویدئو، ۱۷ ضبط استودیو و دست کم ۱۷ آلبوم زنده، موجود می‌باشند.

## سازها
سازهای مورد استفاده در این اپرا عبارتند از:
چند فلوت - به صورت دوتایی، ابوا، کلارینت، باسون، هورن، ترومپت، سازهای زهی، دو تیمپانی؛ با همراهی یک ارکستر موسیقی دوره کلاسیک و سازهای مورد نیاز برای موسیقی ترکی شامل طبل بزرک، سنج، مثلث (ساز) و فلوت پیکولو.
آریای " Traurigkeit ward mir zum Lose " با همراهی کرباست می‌باشد و نیز قطعه‌ای که اغلب با پیکولو نواخته می‌شود، برای فلوت (در گام G) نوشته شده‌است.

## نقش‌ها

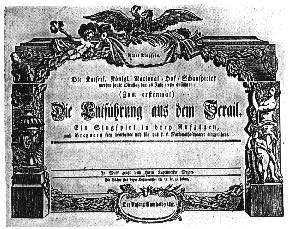
اطلاعیه اولین اجرا در Burgtheater (وین) - ۱۷۸۲ میلادی

| نقش                            | نوع صدا    |
| ------------------------------ | ---------- |
| بلمونته؛ یک شاهزاده اسپانیایی  | تنور (صدا) |
| کنستانزه؛ نامزد بلمونته        | سوپرانو    |
| بلونده؛ ندیمه انگلیسی کنستانزه | سوپرانو    |
| پدریلو؛ خدمتکار بلمونته        | تنور       |
| اسمین؛ مباشر سلیم پاشا         | باس        |
| سلیم پاشا؛ سلطان عثمانی        | (گفتار)    |
| کلاس                           | (گفتار)    |
| گروه کر ینی چریها              |            |

## خلاصه

### پرده یک
بلمونته وارد می‌شود؛ او به دنبال نامزدش، کنستانزه، است که به همراه ندیمه اش، بلونده، به دام دزدان دریایی افتاده و به افراد سلیم پاشا فروخته شده‌اند (Aria: Hier soll ich dich denn sehen). اسمین، خدمتگذار بدخلاق سلیم پاشا، برای چیدن انجیر به باغ میاید؛ بلمونته شروع به صحبت با او می‌کند، ولی وی کاملاً شاهزاده جوان را نادیده می‌گیرد و به سوالاتش پاسخ نمی‌دهد (Aria: Wer ein Liebchen hat gefunden)، تا اینکه بلمونته در مورد پدریلو پرس و جوو می‌کند و این باعث خشم و ناسزا گویی اسمین می‌شود (Duet: Verwünscht seist du samt deinem Liede!). پدریلو، خدمتکار بلمونته هم، به همراه کنستانزه و بلونده در قصر پاشا گرفتار شده و در این مدت مرتباً از طریق نامه سرورش را در جریان امور می‌گذاشته‌است. پدریلو و بلونده نیز با هم قرار ازدواج گذاشته بودند؛ اما در جریان این اسارت، بلونده از طرف سلیم پاشا به اسمین هدیه داده می‌شود.
بلمونته با ابهام و انزجار آنجا را ترک می‌کند. پدریلو وارد می‌شود و اسمین شروع به پرخاشگری و تحقیر کرده و او را تهدید به شکنجه و مرگ می‌کند (Aria: Solche hergelaufne Laffen). سپس اسمین می‌رود و بلمونته که هنوز در آن اطراف بوده، سر می‌رسد؛ پدریلو از دیدن اربابش بسیار خوشحال می‌شود و هر دو تصمیم می‌گیرند نامزدهایشان را - که هم‌اکنون جز زنان مورد علاقه پاشا و اسمین شده‌اند - از اسارت در حرمسرا رها کنند (Aria: Konstanze, Konstanze, dich wiederzusehen … O wie ängstlich).
با همراهی سرود ینی چریها ("Singt dem großen Bassa Lieder")، سلیم پاشا به همراه کنستانزه وارد می‌شوند. سلیم پاشا عاشق کنستانزه شده بوده، اما تلاشهای وی برای جلب رضایت دختر جوان و حضور او در خلوتش، به نتیجه‌ای نمی‌رسیده‌است؛ کنستانزه همچنان دل در گرو نامزدش بلمونته داشته و حاضر نبوده هیچ مرد دیگری او را لمس کند و از پاشا می‌خواسته که به این عشق احترام بگذارد (Aria of Konstanze: Ach ich liebte).
پدریلو و بلمونته برای فراری دادن کنستانزه و بلونده نقشه ایی طرح می‌کنند؛ پدریلو تصمیم می‌گیرد که بلمونته را به عنوان یک معمار حرفه ایی به حضور سلیم پاشا معرفی کند تا از این طریق او را وارد قصر کند. هنگامی که بلمونته و پدریلو در حال وارد شدن به کاخ بودند، اسمین آنها را می‌بیند و مانع می‌شود؛ اما آنها با تیزی و ذکاوتشان، او را گیج می‌کنند و به سرعت خود را به داخل می‌رسانند (Terzett: Marsch! Trollt euch fort).

### پرده دو
بلونده، درخواستهای خشونت‌آمیز اسمین برای هم آغوشی را رد می‌کند (Aria: Durch Zärtlichkeit und Schmeicheln) و با زیرکی تهدیدش می‌کند که در صورت ادامه آزارها، او را سالم نخواهد گذاشت (Duet: Ich gehe, doch rate ich dir). اسمین می‌رود؛ سپس کنستانزه پیش ندیمه اش می‌آید و از درد و رنجهای روحی اش برای بلونده می‌گوید (Aria: Welcher Wechsel herrscht in meiner Seele … Traurigkeit ward mir zum Lose)، او اضافه می‌کند که سلیم پاشا تهدیدش کرده که اگر به همبستری با وی رضایت ندهد، به زور متوسل خواهد شد (Aria: Martern aller Arten)؛ کنستانزه ادامه می‌دهد که هر گونه شکنجه یا حتی مرگ هم او را راضی به این کار نخواهد کرد.
وقتی کنستانزه می‌رود، پدریلو پیش بلونده می‌آید و به او مژده می‌دهد که به زودی همراه با کنستانزه از حرمسرا نجات پیدا خواهند کرد. شادی و هیجان سراسر وجود بلونده را فرا می‌گیرد (Aria: Welche Wonne, welche Lust). در ادامه اجرای نقشه فراری دادن کنستانزه و بلونده، پدریلو در بطری نوشیدنی اسمین داروی خواب‌آور می‌ریزد (Duet: "Vivat Bacchus! Bacchus lebe! ; Aria: Frisch zum Kampfe). پس از مدت کمی، اسمین به خواب عمیقی فرومی‌رود و راه برای دیدار کنستانزه و بلونده با بلمونته و پدریلو باز می‌شود. هر دو زوج با خوشحالی یکدیگر را در آغوش می‌گیرند و ابراز شادی می‌کنند (Quartet, Belmonte, Konstanze, Pedrillo, Blonde: Ach Belmonte! Ach, mein Leben). بلمونته و پدریلو نگرانند که مبادا در این مدت نامزدهایشان آنها را فراموش کرده باشند و به مردان قصر دل بسته باشند؛ کنستانزه و بلونده هم به آنها اطمینان می‌دهند که در تمام مدت این جدایی دردناک، به عشقشان پایبند بوده و به هیچ‌کس اجازه نداده‌اند که به آنها نزدیک شود؛ بلمونته و پدریلو هم از نامزدهایشان - بابت این سؤ ظن - عذر خواهی می‌کنند.

### پرده سه
بلمونته و پدریلو با همراه داشتن یک نردبان به باغ می‌آیند؛
(Aria, Belmonte: Ich baue ganz auf deine Stärke)...(Romanze, Pedrillo: In Mohrenland gefangen war)، اما اسمین آنها را متوقف می‌کند و همه افراد قصر را با خبر می‌سازد (Aria: Ha, wie will ich triumphieren). بلمونته التماس عفو می‌کند؛ او به سلیم پاشا می‌گوید که پدرش - لستادوس - از بزرگان اسپانیاست و فرمانروای وهران، الجزایر می‌باشد و اگر جان آنها بخشیده شود، پدرش خون‌بهای قابل توجهی به پادشاهی عثمانی اهدأ خواهد نمود. اما از بخت بد، لستادوس، دشمن دیرینه سلیم پاشا بوده و فرمانروای عثمانی، فرصت را برای انتقام جوئی مغتنم می‌بیند؛ او تصمیم به اعدام می‌گیرد و سپس کنستانزه و بلمونته را برای آخرین وداع تنها می‌گذارد (Duet: Welch ein Geschick! O Qual der Seele).
در این بین، سلیم پاشا به فکر فرومی‌رود که به جای جواب خون با خون، می‌تواند درس بزرگی به فرمانروای وهران بدهد و ستیزه جوئی‌های او را با نیکی و بخشش پاسخ دهد؛ بنابراین او نه تنها کنستانزه و بلمونته، بلکه بلونده و پدریلو را نیز بخشیده و آزاد می‌کند. هر دو زوج در مقابل سلیم پاشا زانو زده و از بزرگی و معرفت او قدردانی می‌کنند. آنها با شادمانی، آزادی خود را جشن می‌گیرند و به سوی سرزمینشان می‌روند؛ در حالی که اسمین ترجیح می‌داده شاهد اعدام هر چهار نفرشان باشد (Finale: Nie werd' ich deine Huld verkennen).